# Tropidophorus micropus
Tropidophorus micropus là một loài thằn lằn trong họ Scincidae. Loài này được Lidth De Jeude mô tả khoa học đầu tiên năm 1905.